# Liste der Bodendenkmale im Landkreis Northeim

Landkreis Northeim in Niedersachsen

In der Liste der Bodendenkmale im Landkreis Northeim sind die obertägig erhaltenen Bodendenkmale im Landkreis Northeim aufgeführt. Die Quelle ist der Denkmalatlas Niedersachsen. Die Angaben in den einzelnen Listen ersetzen nicht die rechtsverbindliche Auskunft der zuständigen Denkmalschutzbehörde.
| Bild | Gemeinde                        | Bodendenkmalliste                                                             | Wappen            | Lage | Ortsteile |
| ---- | ------------------------------- | ----------------------------------------------------------------------------- | ----------------- | ---- | --- |
|      | Bad Gandersheim                 | siehe Ortsteile                                                               |                   |      | - Ackenhausen, Altgandersheim - Bad Gandersheim - Clus - Dankelsheim - Dannhausen - Ellierode - Gehrenrode - Gremsheim - Hachenhausen - Harriehausen - Heckenbeck - Helmscherode, Seboldshausen, Wolperode - Wrescherode |
|      | Bodenfelde                      | siehe Ortsteile                                                               |                   |      | - Bodenfelde - Nienover - Wahmbeck |
|      | Dassel                          | siehe Ortsteile                                                               |                   |      | - Amelsen - Dassel - Deitersen, Eilensen, Hilwartshausen - Hoppensen - Hunnesrück - Krimmensen - Lauenberg - Lüthorst - Mackensen - Markoldendorf - Portenhagen - Relliehausen, Sievershausen, Wellersen |
|      | Einbeck                         | siehe Ortsteile                                                               |                   |      | - Ahlshausen-Sievershausen, Andershausen, Avendshausen - Bartshausen, Bentierode, Beulshausen - Billerbeck, Bruchhof, Brunsen - Buensen, Dassensen, Dörrigsen - Drüber, Edemissen - Einbeck - Kreiensen - Erzhausen, Garlebsen, Greene - Haieshausen, Hallensen, Holtensen - Holtershausen, Hullersen, Iber - Immensen, Ippensen, Kohnsen - Kuventhal, Naensen, Negenborn - Odagsen, Olxheim, Opperhausen - Orxhausen, Rengershausen, Rittierode - Rotenkirchen, Salzderhelden, Strodthagen - Stroit, Sülbeck, Vardeilsen, Vogelbeck - Voldagsen, Volksen, Wenzen |
|      | Hardegsen                       | siehe Ortsteile                                                               |                   |      | - Asche, Ellierode - Ertinghausen - Espol, Gladebeck - Hardegsen - Hettensen - Hevensen, Lichtenborn, Lutterhausen - Trögen - Üssinghausen |
|      | Kalefeld                        | siehe Ortsteile                                                               |                   |      | - Dögerode - Düderode - Eboldshausen, Echte, Kalefeld - Oldenrode - Oldershausen - Sebexen - Westerhof - Wiershausen, Willershausen |
|      | Katlenburg-Lindau               | siehe Ortsteile                                                               |                   |      | - Berka - Elvershausen - Gillersheim - Katlenburg-Duhm - Lindau - Suterode - Wachenhausen |
|      | Moringen                        | siehe Ortsteile                                                               |                   |      | - Behrensen - Blankenhagen - Fredelsloh - Großenrode - Lutterbeck - Moringen - Nienhagen, Oldenrode, Thüdinghausen |
|      | Nörten-Hardenberg               | siehe Ortsteile                                                               |                   |      | - Angerstein - Bishausen - Elvese - Lütgenrode - Noerten-Hardenberg - Parensen - Sudershausen - Wolbrechtshausen |
|      | Northeim                        | siehe Ortsteile                                                               |                   |      | - Berwartshausen - Bühle - Denkershausen, Edesheim, Hammenstedt - Hillerse, Höckelheim, Hohnstedt - Hollenstedt - Imbshausen - Lagershausen - Langenholtensen - Northeim - Schnedinghausen - Stöckheim - Sudheim |
|      | Solling (gemeindefreies Gebiet) | Liste der Bodendenkmale im gemeindefreien Gebiet Solling (Landkreis Northeim) | Führt kein Wappen |      | |
|      | Uslar                           | siehe Ortsteile                                                               |                   |      | - Ahlbershausen, Allershausen, Bollensen - Delliehausen, Dinkelhausen, Eschershausen - Fürstenhagen, Gierswalde, Kammerborn - Offensen, Schlarpe - Schoningen - Schönhagen - Sohlingen - Uslar - Vahle - Verliehausen, Volpriehausen, Wiensen |

Ortsteile in schwarzer Schrift weisen keine Bodendenkmale aus.